# بازداشتگاه گوانتانامو
بازداشتگاه گوانتانامو (به انگلیسی: Guantanamo Bay detention camp) یک زندان نظامی در پایگاه نیروی دریایی خلیج گوانتانامو در خلیج گوانتانامو در جنوب شرقی کوبا است که در اجاره نیروی دریایی ایالات متحده آمریکا قرار دارد.
بر پایه قرارداد بین آمریکا و کوبا، از سال ۱۹۰۳ این پایگاه در اجاره نیروی دریایی آمریکا بوده است اگرچه پس از انقلاب کوبا در دهه ۱۹۵۰ دولت آن کشور خواستار لغو این اجاره نامه شد، اما آمریکا با این درخواست موافقت نکرده و هرساله چک مبلغ اجاره را برای دولت کوبا می‌فرستد و دولت کوبا هم از نقد کردن آن خودداری می‌کند.
در پی حملات ۱۱ سپتامبر ۲۰۰۱ در آمریکا و اعلام دکترین جنگ علیه تروریسم، دولت آمریکا بازداشتگاهی را در این پایگاه ایجاد کرد تا کسانی را که در ارتباط با اقدامات تروریستی در نقاط مختلف جهان بازداشت می‌شوند، در این محل زندانی کند.
این افراد که دارای تابعیت آمریکایی نیستند و در مناطق مختلف جهان دستگیر شده‌اند، تحت عناوینی مانند «اشخاص متخاصم غیر ارتشی» به گوانتانامو فرستاده شده‌اند. در یک زمان، بیش از هفتصد تن از آنان در این محل زندانی بودند.
از آنجا که آمریکا این افراد را «نظامی دشمن» نمی‌داند، آنان از حقوق اسیران جنگی برخوردار نیستند و از آنجا که نه تابعیت آمریکایی دارند و نه در خاک آمریکا دستگیر یا زندانی شده‌اند، در حوزه قضایی ایالات متحده قرار ندارند و مشمول حقوق بازداشت شدگان در قوانین آن کشور، مانند ایراد رسمی اتهام، دسترسی به وکیل مدافع در مراحل بازجویی و حق محاکمه سریع و عادلانه نشده‌اند.
ادامه بازداشت این افراد با انتقاداتی از سوی نهادهای حقوق بشری مواجه بوده و باراک اوباما در جریان مبارزات انتخاباتی، وعده داد که وضعیت آنان را مشخص کند. وی در دومین روز حضور خود در کاخ سفید، پس از پیروزی انتخاباتی دستور بسته شدن بازداشتگاه را داد که با مخالفت شدید کنگره، بازداشتگاه به‌طور کامل بسته نشد. اما شمار زندانیان آن از ۲۴۵ نفر به ۴۱ تن کاهش پیدا کرد و دیگر زندانیان به زندان‌ها و کشورهای دیگر فرستاده شدند.
دونالد ترامپ نیز با امضای قرار دادی فعالیت بازداشتگاه را تمدید نمود. یک زندانی در دوران ریاست جمهوری دونالد ترامپ از بازداشگاه گوانتانامو منتقل شد. تا ژانویه ۲۰۲۵ بازداشتگاه ۱۵ نفر زندانی دارد.

## جنگجوی دشمن

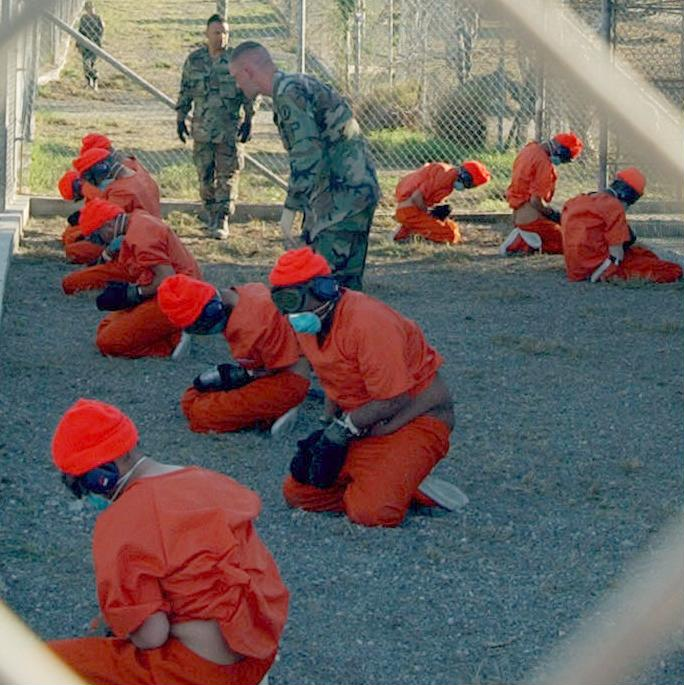
تصویری از لحظه ورود زندانیان موسوم به «دشمنان متخاصم» به بازداشتگاه ایکس-ری در گوانتانامو (۱۱ ژانویه ۲۰۰۲)

ایالات متحده آمریکا در دوران ریاست جمهوری جرج دابلیو. بوش، زندانیان بازداشتگاه گوانتانامو را «جنگجوی دشمن» و همچنین «دشمن متخاصم» می‌نامید. این اصطلاح اصولاً در سیستم حقوقی ایالات متحده آمریکا، به افرادی گفته می‌شد که بدون اینکه کشورشان با آمریکا رسماً در حال جنگ باشد، به اقدام مسلحانه علیه منافع ایالات متحده آمریکا مبادرت کرده و از این رو، طبق تفسیر قانونی دفتر حقوقی ریاست جمهوری آمریکا، منشور حقوق ایالات متحده آمریکا شامل حال آن افراد نمی‌شود.
در ۱۴ مارس ۲۰۰۹ میلادی،وزارت دادگستری آمریکا اعلام کرد که از این پس ایالات متحده آمریکا از عنوان «جنگجوی دشمن» برای مظنونان به عملیات تروریستی استفاده نخواهد کرد. با توجه به این دستور، زندانیان مظنون به شرکت در عملیات تروریستی که در بازداشتگاه گوانتانامو به سر می‌برند، از حقوق بین‌المللی زندانیان برخوردار خواهند شد.
در سال ۲۰۱۳ وبگاه بی‌بی‌سی فارسی پس از گزارش اعتصاب غذای شماری از زندانیان این بازداشتگاه، گزارش کرد که ۱۶۶ زندانی در این زندان نگهداری می‌شوند.

## انتقادات

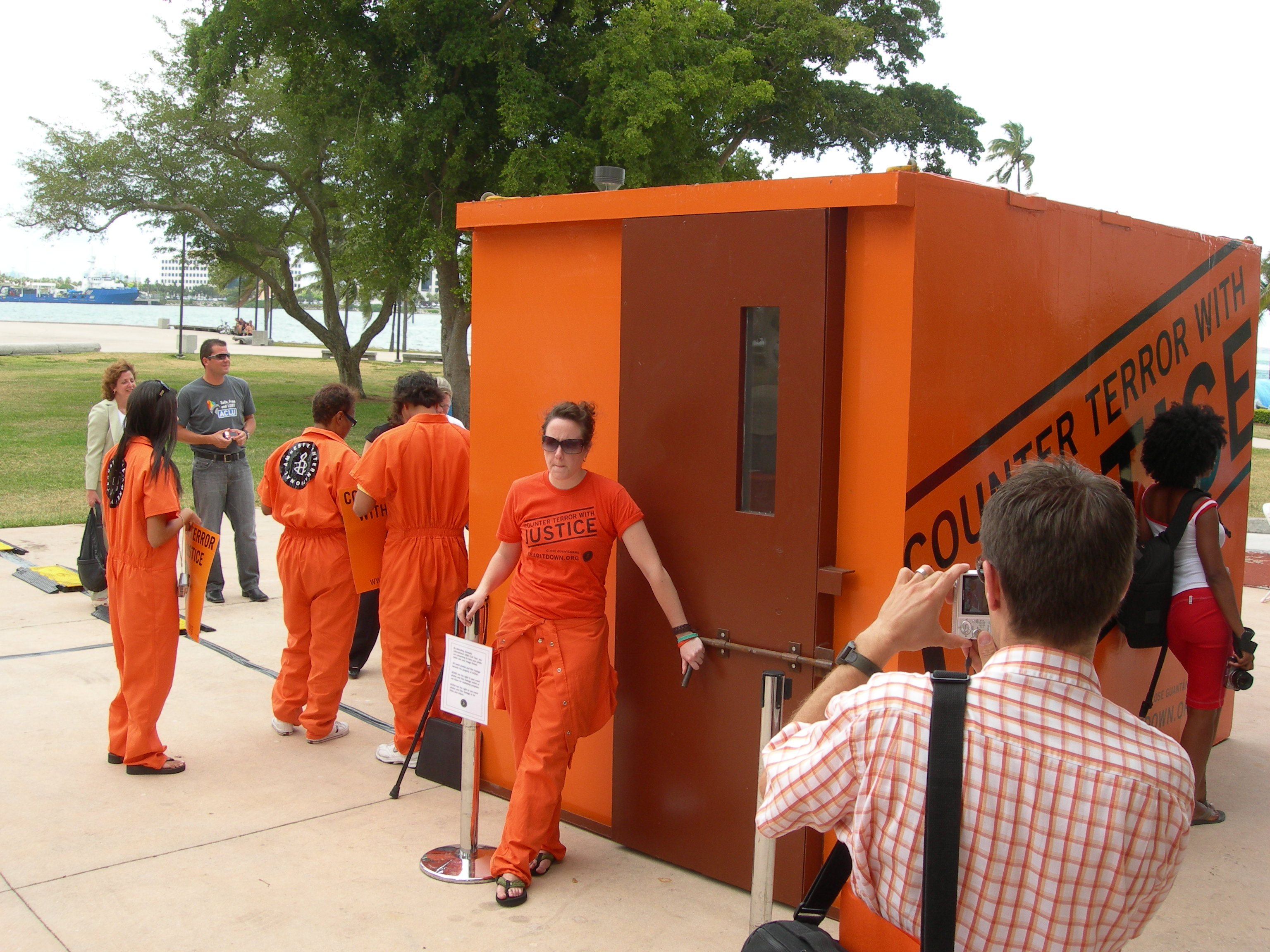
اعتراض گروهی از فعالان حقوق بشر عضو سازمان عفو بین‌الملل در شهر میامی، فلوریدا به وضعیت معیشتی زندانیان در بازداشتگاه گوانتانامو.

تقریباً از زمان فعال شدن بازداشتگاه گوانتانامو، شرایط زندانیان باعث شد تا دولت آمریکا با انتقادهای شدیدی در داخل و خارج، به‌ویژه از سوی سازمان‌های بین‌المللی مدافع حقوق بشر مواجه شود.

## فیلم کمپ ایکس ری
در نوامبر ۲۰۱۴ فیلمی دربارهٔ وضعیت زندانیان این بازداشتگاه با نام کمپ ایکس ری با بازی پیمان معادی و کریستن استوارت روی پرده‌های آمریکا اکران شد. این فیلم بازخوردهای مثبتی دریافت کرد.

## کمپ مهاجران بازداشتی
در کنار بازداشتگاه گوانتانامو، یک مرکز کوچک و مستقل با نام «مرکز عملیات مهاجران گوانتانامو» برای نگهداری مهاجران وجود دارد که برای دهه‌ها از آن استفاده می‌شود.